# كهف غار الحباشي
غار الحباشي كهف يقع في محافظة تربة ، يبلغ طوله 581 متر، يعتبر ثاني أطول كهف في السعودية بعد كهف أم جرسان.

## الموقع
يقع كهف الحباشي في الجزء الشرقي من محافظة تربة  في حرة البقوم، وهو عبارة عن غار يتكون من أنفاق في وسط الأرض تتكون طبيعيا من صخور الحرات وهي نتيجة انسياب الحمم البركانية من باطن الأرض في العصور السابقة مكونة صخورا بازلتية تتشكل بسبب قلة لزوجتها مع تضاريس سطح الأرض، وعمر صخور البازلت حوالي أكثر من مليون عام وهو عبارة عن فتحة على سطح الأرض قطرها 16 مترا من السهولة النزول إلى باطنه والذي لا يتجاوز أقصى عمق فيه إلى 8 أمتار وتمتد أطوال أنفاقه أفقيا تحت السطح إلى حوالي 581 مترا تقريبا ويلاحظ في داخل الكهف وجود الهوابط والصواعد البازلتية التي تكونت قبل تصلب هذه الحمم نتيجة توقف اندفاعها وخروجها من باطن الأرض وتسبب ذلك في تصلب أسطح الحمم على الأسطح الخارجية بسبب تعرضها للهواء. ويقع شرق جبل الحرش، وهو جبل يقع في الجزء الشرقيّ من حرة البقوم . 